# Adolf Johan den yngre av Pfalz-Zweibrücken
Adolf Johan (den yngre) av Pfalz-Zweibrücken, född 13 augusti 1666 i Bergzabern och död 22 april 1701 i Lais, var pfalzgreve vid Rhen och hertig av Kleeburg.
Adolf Johan var son till Adolf Johan av Pfalz-Zweibrücken och Elsa Elisabeth Brahe och kusin med Karl XI samt av fadern ansedd som arvsberättigad till den svenska tronen. Mycket litet om honom är känt. Han växte upp på Stegeborgs slott. 
1688 fick han genom kungens försorg jämte brodern hjälp att resa utomlands för studier och ett årligt underhåll från staten, eftersom fadern vid sin död var närmast ruinerad. 1690 befann han sig i österrikisk tjänst och skall ha varit överste i österrikiska armén. 
Efter Karl XII:s trontillträde återvände han till Sverige. Han deltog i landstigningen på Själland och slaget vid Narva. När armén vintern 1700-01 gick i vinterkvarter utbröt en smittsam fältsjuka, och Adolf Johan insjuknade och dog i högkvarteret i Lais 25 februari 1701.
Adolf Johan var ogift och efterträddes som hertig av Pfalz-Zweibrücken av brodern Gustav av Pfalz-Zweibrücken.